# Pieter Vermeersch
Pieter Vermeersch (Kortrijk, 1973) is een Belgisch beeldend kunstenaar. Hij betrekt de architecturale ruimte in zijn kunst die  gekenmerkt wordt door subtiele graduele kleurovergangen. Pieter Vermeersch is afkomstig uit Meulebeke.  Als kunstenaar  vestigde hij zich aanvankelijk in Vorst, maar ging in 2021 in Turijn wonen.

## Jeugd en opleiding
Pieter Vermeersch is een telg uit een artistieke familie uit de streek van Kortrijk. Zijn grootvader José Vermeersch was de kunstschilder en beeldhouwer uit Lendelede, zijn vader is de kunstschilder Rik Vermeersch uit Meulebeke. Pieter is de broer van de beeldende kunstenaars Robin en Tinus Vermeersch en van de autodesigner Lowie Vermeersch. De textielkunstenares Vera Vermeersch is zijn tante. 
Vermeersch had in zijn jeugd interesse voor architectuur, maar het functionele aspect botste met zijn artistieke passie. Hij koos in 1991 voor een opleiding schilderkunst aan de Sint-Lucasacademie in Gent, waar hij in 1995 zijn master behaalde. Hij schilderde toen vooral realistische weergaves op basis van foto’s uit tijdschriften.  

## Ontwikkeling van zijn stijl
In 1999 werd Vermeersch geselecteerd voor een postgraduaat aan het Hoger Instituut voor Schone Kunsten in Antwerpen, waar hij in 2001 als laureaat afstudeerde. Tijdens deze studies werd hij gefascineerd door de technologische eigenschappen van de fotografie, in het bijzonder de polaroidcamera. Hij maakte foto's waarin plaats en tijd onherkenbaar zijn, zoals wolkeloze luchten, stukken muur en reflecties van licht en schaduw, die hij gebruikte als basis voor het maken van schilderijen met subtiele graduele kleurovergangen, gaande van wit tot een volle kleur. Zijn werk "Eight paintings" uit 1999 was gebaseerd op een foto van een autoruit en was zijn eerste conceptueel ontwerp. Vanaf die periode werd kleur voor hem het abstract element bij uitstek dat het thema zou worden van al zijn volgende werken die altijd op basis van foto's gemaakt werden.  Zijn werk kan daarom gesitueerd worden tussen representatie en abstractie.

Pieter Vermeersch zocht naar een manier om te ontsnappen aan de begrenzingen van het canvas en begon met muren te gebruiken als drager van zijn werk. Door het gebruik van graduele kleurovergangen in olieverf kon hij een horizontale vorm van tijdregistratie vastleggen. In een volgende fase begon hij de volledige architectuur en complexiteit van een ruimte in zijn werk te integreren. Sindsdien is de tentoonstellingsruimte onlosmakelijk verbonden met zijn werk.

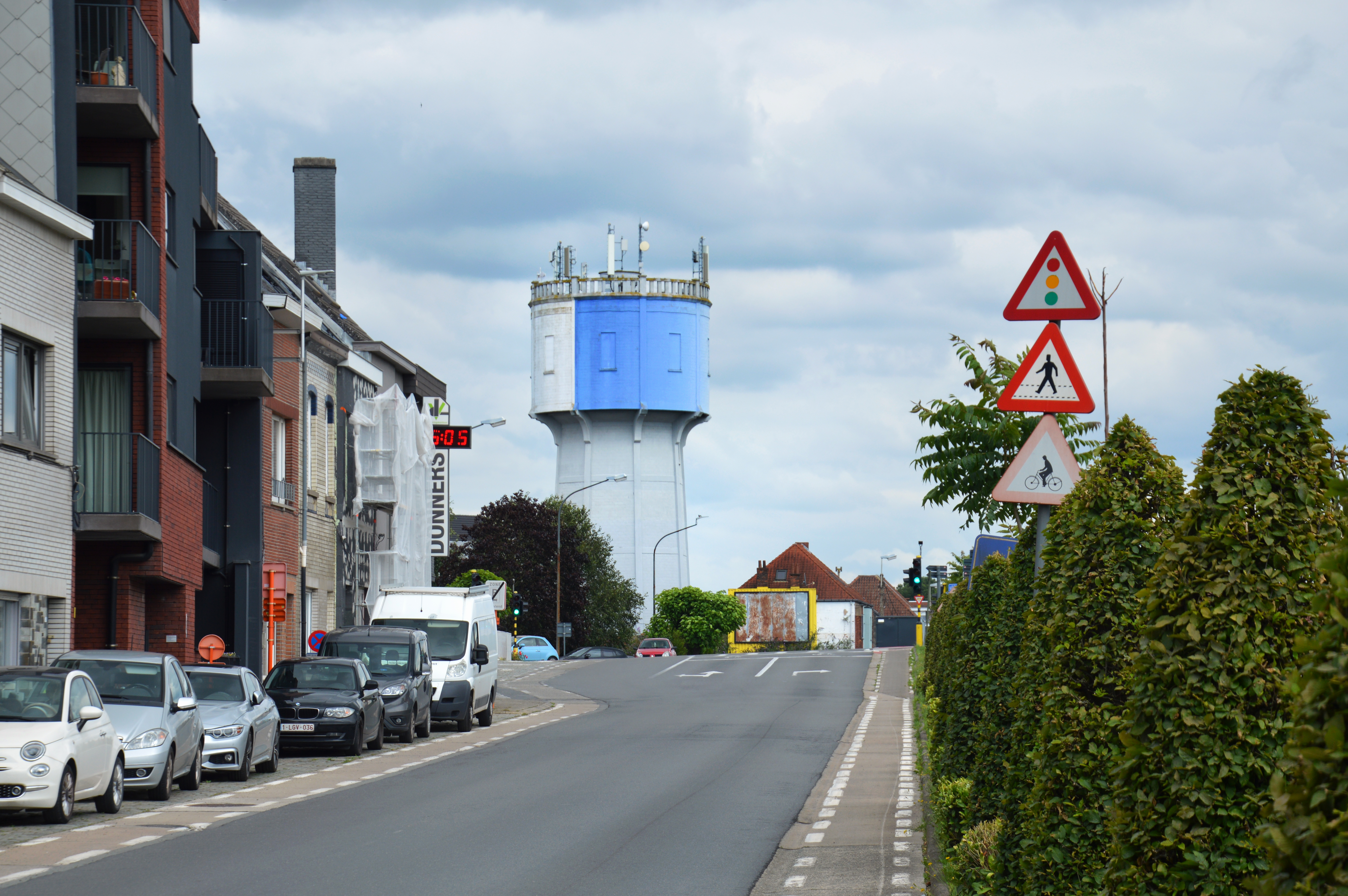
Watertoren Wetteren

Pieter Vermeersch won in 2007 de Prijs "Paleis voor Schone Kunsten" tijdens een omstreden editie van de Prijs van de Jonge Belgische Schilderkunst. Hij kreeg geleidelijk nationale en internationale bekendheid. Hij werd een veel gevraagd kunstenaar voor  solo- en groepstentoonstellingen in België en het buitenland. Zijn concept leent zich goed voor kunstwerken in openbare gebouwen, met onder andere monumentale fresco's voor het station Brussel-Schumanstation, het Ministerie van Algemene Zaken in Den Haag, de zoutsilo's van La Voirie in Genève, de watertoren van Wetteren, de Galeries Lafayette in Biarritz en de muren van het crematorium in Sint-Niklaas, maar ook kleinere projecten zoals zeefdrukken voor het Belgisch Parlement of lambda laserprints voor het Aalsterse Onze-Lieve-Vrouwziekenhuis. Daarnaast krijgt Vermeersch opdrachten van architectenbureaus om zijn dégradés te integreren in grote nieuwbouwprojecten zoals het Solo House in Matarraña en de Media-Tic Building in Barcelona.

## Oeuvre
Hoewel het niet zichtbaar is liggen honderden foto's aan de basis van al zijn werken. Vermeersch omschrijft zich als een "hyperrealistische schilder van abstractie". De kleinste kleurschakeringen in de foto worden overgenomen in de vorm van geleidelijke subtiele kleurovergangen, die op het eerste zicht niet merkbaar zijn. Hij noemt die "dégradés", in het Engels  "gradients". De verfstrepen zijn totaal onzichtbaar, voor de overgangen maakt hij gebruikt van transparantie in de verf. Met zijn kleuren die geleidelijk evolueren van "niets" (graad nul) naar een volle kleur (graad 100) wil hij het metafysisch karakter van de tijd zichtbaar maken, evenwel in een abstracte mysterieuze dimensie waarin de realiteit en het bestaan van de mens totaal afwezig zijn. Zijn stelling is dat elke gradatie van een kleur onbewust een gevoelsmatige connotatie kan oproepen bij de toeschouwer, die weliswaar voor iedereen verschillend is. Die beleving is tevens het doel van zijn werk. De traagheid in zijn werk is een reactie op de overmaat van de huidige beeldcultuur.
Vermeersch past deze techniek toe in tentoonstellingsruimtes, zoals musea, en bestaande architectonische locaties zoals openbare gebouwen, die als drager met zijn werk verbonden zijn. Hij grijpt in op de de architectuur door te beitelen, frezen of door het toevoegen van elementen zoals bakstenen muren en spiegels. Soms bestaat zijn werk uit een doorlopende muur met kleurovergangen. Hij ontwikkelde een eigen techniek voor het beschilderen van marmerblokken als contrasterend element binnen zijn ruimtelijk werk.
Daarnaast bleef hij ook schilderen op doek omdat binnen de totaalbeleving van de ruimte ook individuele werken voor een eigen ervaring kunnen zorgen. Omdat Vermeersch de exacte kleur die hij wil gebruiken met zijn vinger uittest op de foto's die aan de basis liggen, begon hij deze foto's ook als een weergave van een tijdsmoment te beschouwen en integreerde hij ze als kunstwerk in zijn installaties.
De dragers en het gebruikte materiaal werden afhankelijk van de aard van de opdracht. Zo begon hij ook te schilderen met acryl en gebruikte hij de lamellen van van de monumentale zonwering van het UZ Jette als drager van zijn dégradés. Ook andere grafische technieken zoals zeefdruk en laserprinter worden in zijn werk aangewend . 

## Erkenning
- 2007: Prijs voor de Jonge Belgische Schilderkunst:  Prijs "Paleis voor Schone Kunsten"[11][10]
- 2013: Reconocimiento Arte Contemporáneo (RAC): Prijs voor de Europese revelatie voor tentoonstellingen in Spanje[17]
- 2022: Prijs voor meest opmerkelijke tentoonstelling van 2019 (voor zijn solotentoonstelling in Museum M)[18]

## Musea en Collecties
- Collectie van de Vlaamse Gemeenschap[19][20]
- Belfius Collectie, Brussel[21]
- Europese Centrale Bank, Frankfurt am Main
- Fondation Louis Vuitton, Parijs[21]
- ING Collectie, Brussel[21]
- M HKA, Antwerpen[22]
- Museum M, Leuven[23]
- Nationale Bank van België, Brussel[24]
- S.M.A.K., Gent[25]
- Vlaams Parlement, Brussel[26]

## Projecten in publieke gebouwen en in de openbare ruimte

###### Ruimtelijke werken
- Solo House, Matarraña, Spanje[27]
- Ecole Chandieu, Genève[28]
- Schuman station, Brussel[8]
- Cultureel Centrum GC De Rinck, Anderlecht[15]
- Silos a sel, site de la Voirie, Genève, Switzerland[29][30]
- Galeries Lafayette, Biarritz, Frankrijk[31]
- Watertoren Wetteren, Wetteren[32]
- MEDIA-TIC Building (architect Enric Ruiz Geli), Barcelona[33]
- VDAB, Antwerpen[34]
- Ministerie van Algemene Zaken, Den Haag
- Crematorium Heimolen, Sint-Niklaas[34][35]
- UOVO, New York[15][36]
- UZ Jette[16]

###### Andere
- Wandtapijt: Nationale Bank van België, Brussel[24]
- Zeefdruk op plexiglas: Vlaams Parlement, Brussel[26]
- Lambda prints: Onze-Lieve-Vrouwziekenhuis, Aalst[37]

## Tentoonstellingen
Vermeersch kon deelnemen aan enkele honderden nationale en internationale solo- en groepstentoonstellingen, zoals Museum M Leuven, Be-Part Waregem, SMAK Gent, Bozar Brussel, Mu.Zee Oostende, MHKA Antwerpen, Logan Center Gallery in Chicago, White Box New York, Londonncastle Project Space in Londen, Blueproject Foundation in Barcelona, het Kenopoku Festival in Japan, Redcat in Los Angeles, Kunstverein Graz, het Palazzo Borromeo in Milaan en het Casino van Luxemburg. In 2025 werd hij geselecteerd als een van de Belgische toonaangevende kunstenaars voor de overzichtstentoonstelling Painting after Painting in SMAK Gent.
Een volledig overzicht wordt bijgehouden op de website van de kunstenaar.